# Biserica Calcedoniană
Biserica Calcedoniană este reprezentată de bisericile și teologii care acceptă definiția dată de Sinodul de la Calcedon (451 AD) despre natura divină și umană a lui Iisus Hristos. Biserica Calcedoniană susține existența a două firi în Hristos, una dumnezeiască și una omenească.